# 楼观台
楼观台，位于中国陕西省西安市周至县楼观镇，秦岭北麓终南山下，相传老子西游时，曾在此为尹喜讲述《道德经》，故又名“说经台”，成为中国道教最早的重要圣地、楼观道的发源地，被誉为“天下第一福地”、“仙都”、“道教祖庭”。1983年，楼观台被国务院列为“道教全国重点宫观”之一。

## 地理
楼观台周围占地约五平方公里，东距陕西西安70公里，西距周至县城15公里。楼观台南临秦岭，山前梁岗起伏，属于黄土丘陵，楼观现存的核心景观为“老子说经台”，建造在海拔580米的山岗上。说经台之北与近似扇形的土坎相连接，面向如诗如画的关中渭水，北宋词人苏轼到此游玩吟有名句：“此台一览秦川小。”

## 历史

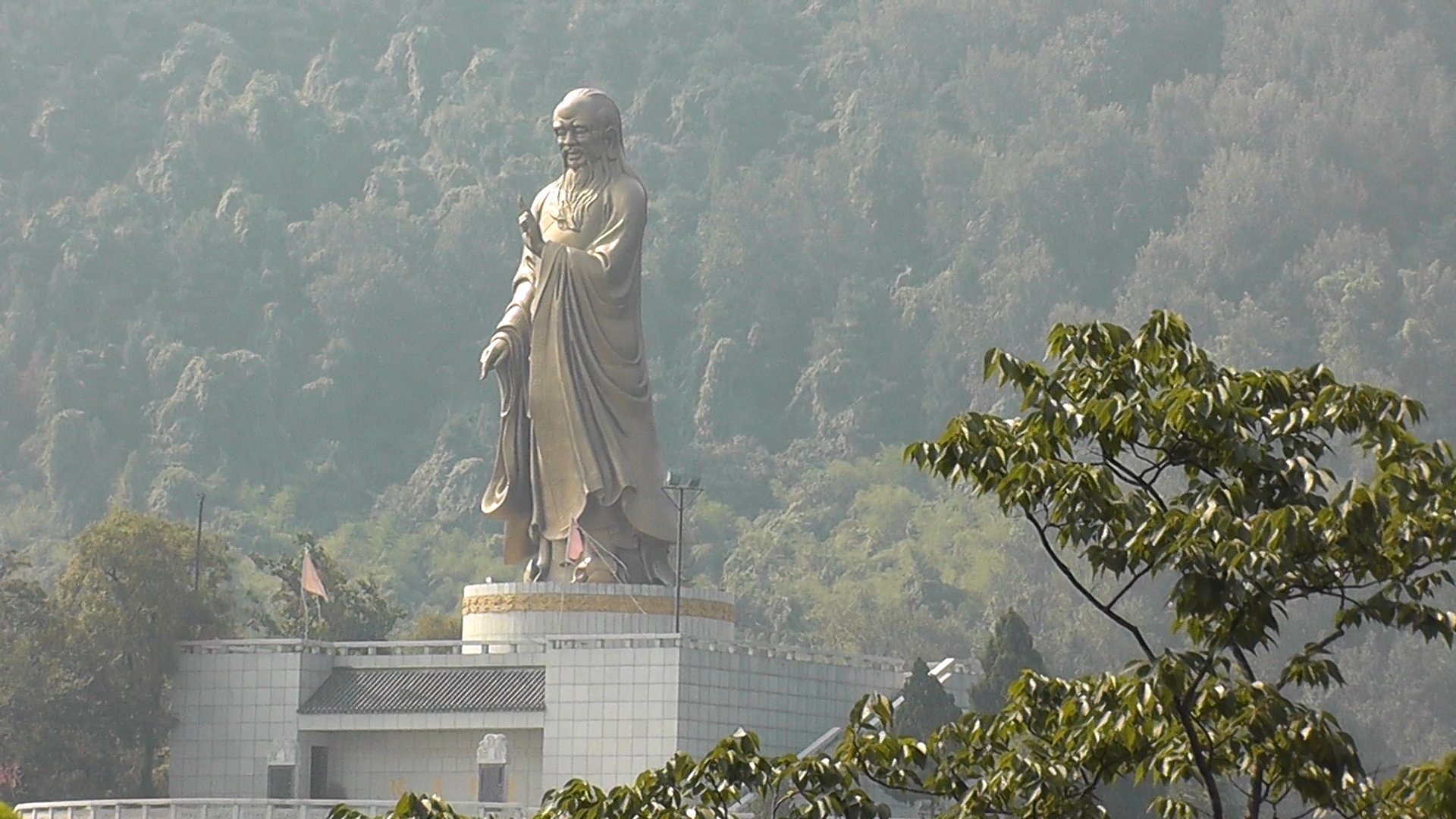
楼观台24米高的老子像，于2012年落成

楼观台始建于西周，传说春秋时期的函谷关令尹喜在此结草为楼，用来观天象，因此得名草楼观。著名思想家老子在此著《道德经》五千言，并在楼南高岗筑台传教授经，又被称作“说经台”。一说其经台犹如竹海松林中浮起的方舟，因此常称作楼观台，也是著名的圣迹游览地。
楼观台在北魏、北周、隋、唐各朝代，都在皇室信道扮演着重要的角色。晋惠帝曾广栽树木，并迁民三百余户来此守护。鼎盛时期在隋唐，于宋金之后衰落，于宋末毁灭。唐朝臻盛，武德七年（公元624年)，唐太祖改名楼观台为宗圣宫，大加营造，扩大规模。唐玄宗时再次扩建修葺，因此其成为当时规模最大的皇家道观和道教圣地。宋朝以后多次重修。到清末时，宗圣宫已荒废破损，只有说经台（老子祠）保存完整，为明、清、近代所建，占地面积约有9000多平方米。
1956年8月6日，陕西省人民委员会将楼观台列为“陕西省第一批文物古迹保护单位”。文化大革命时期（1966-1976年），楼观台受到破坏，大部分殿堂、园林被文管和园林部门占据，道众大多被遣散。1980年开始修复。

## 图集

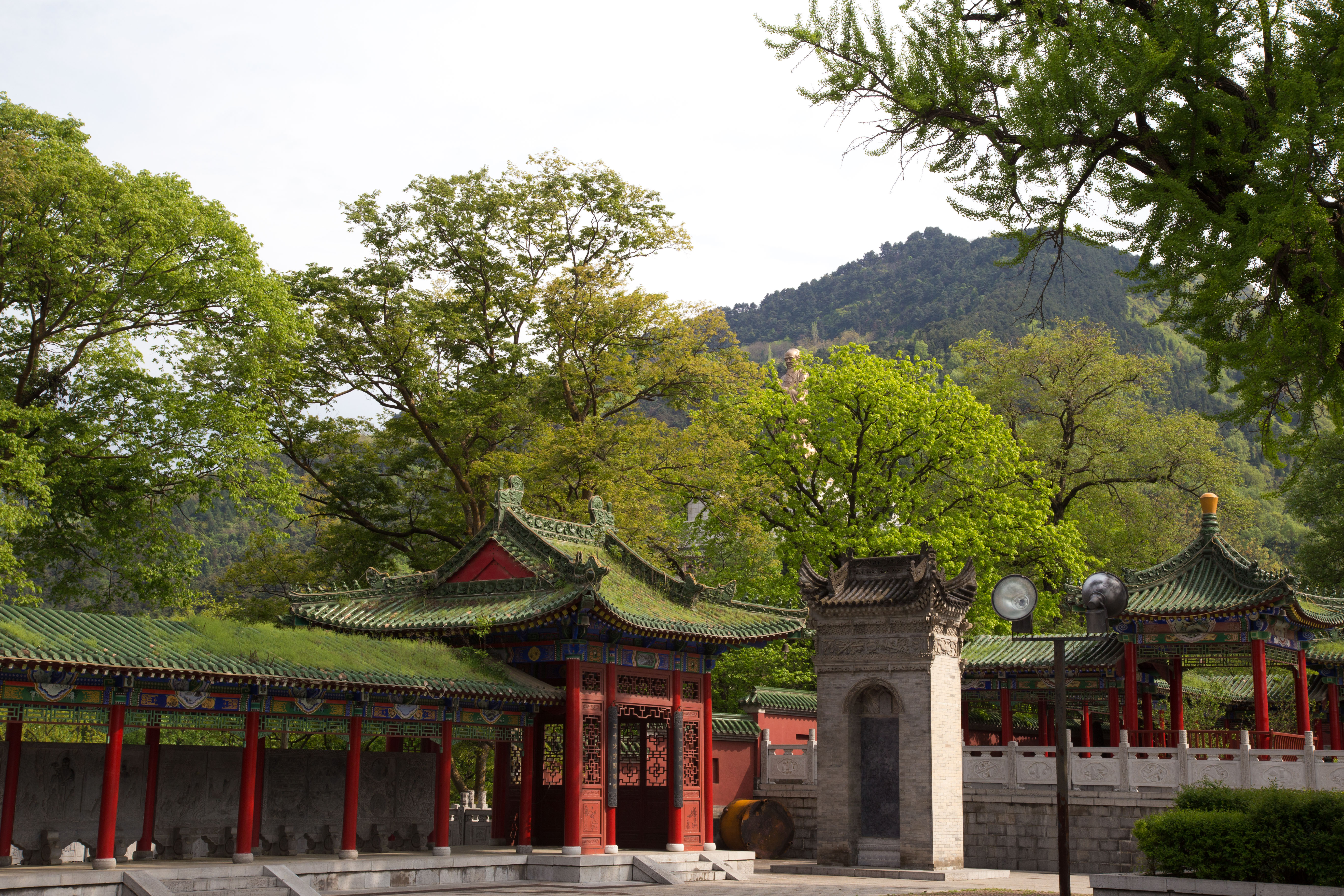
楼观台庙宇
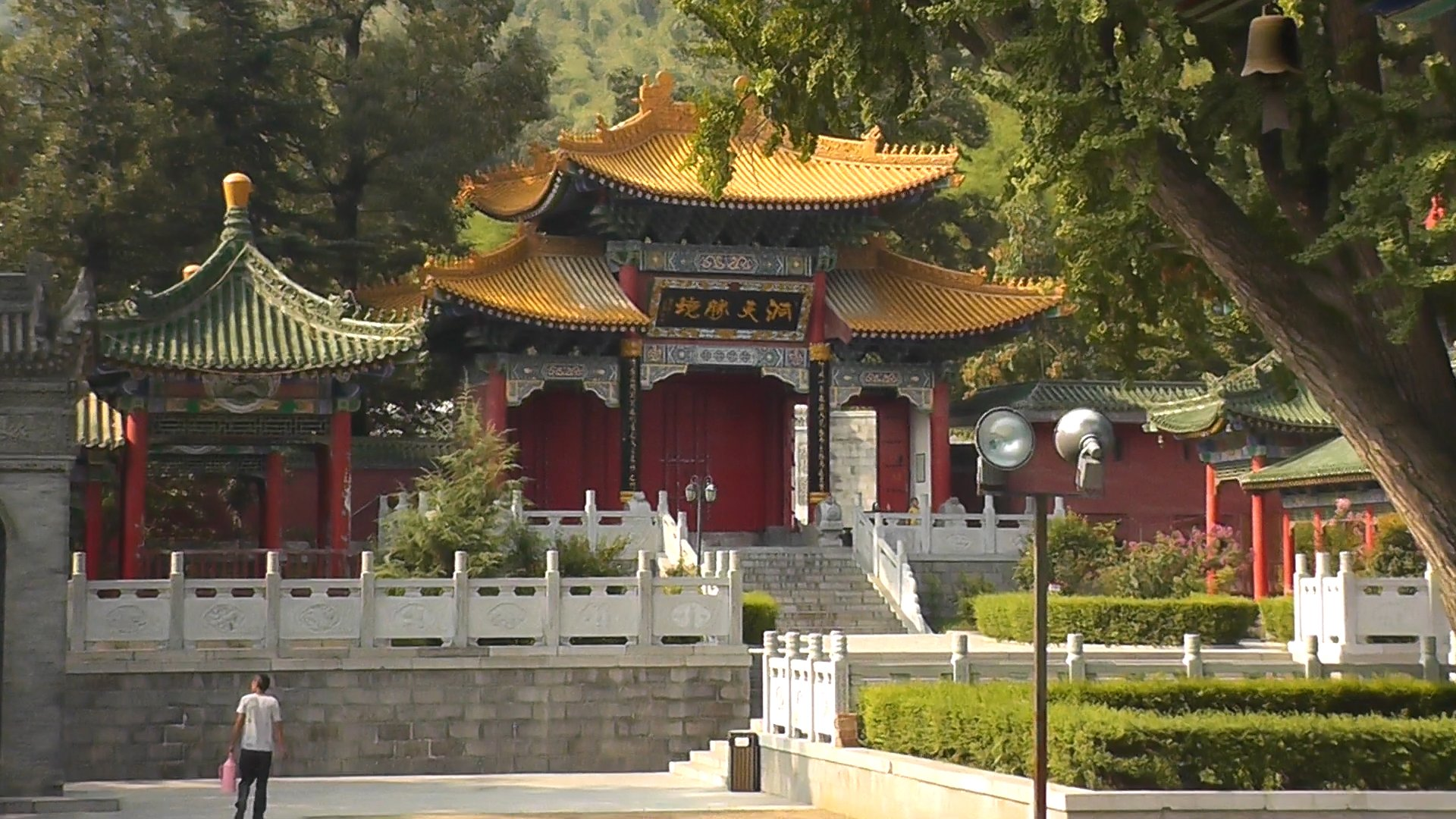
楼观台庙宇
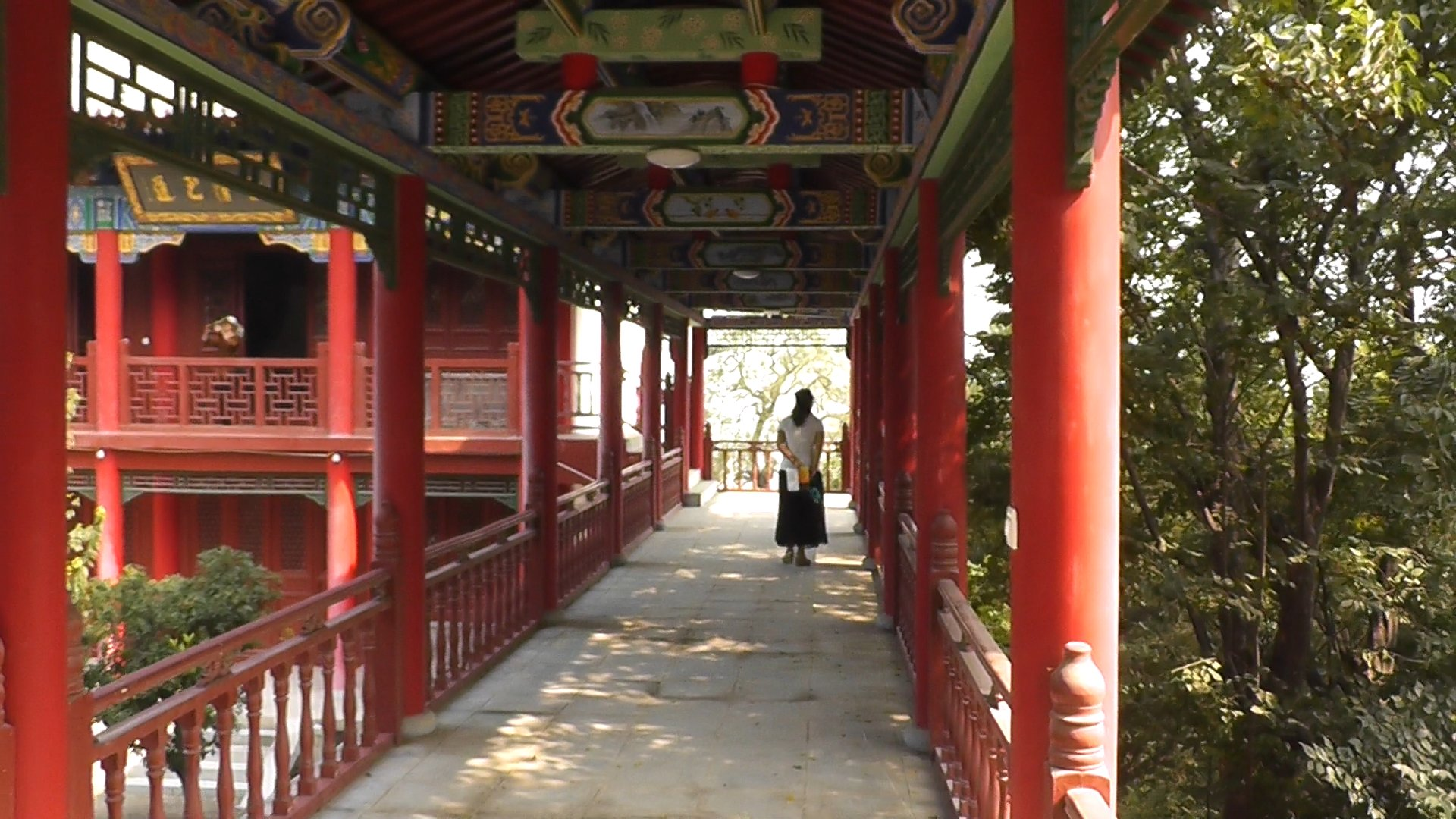
楼观台长廊
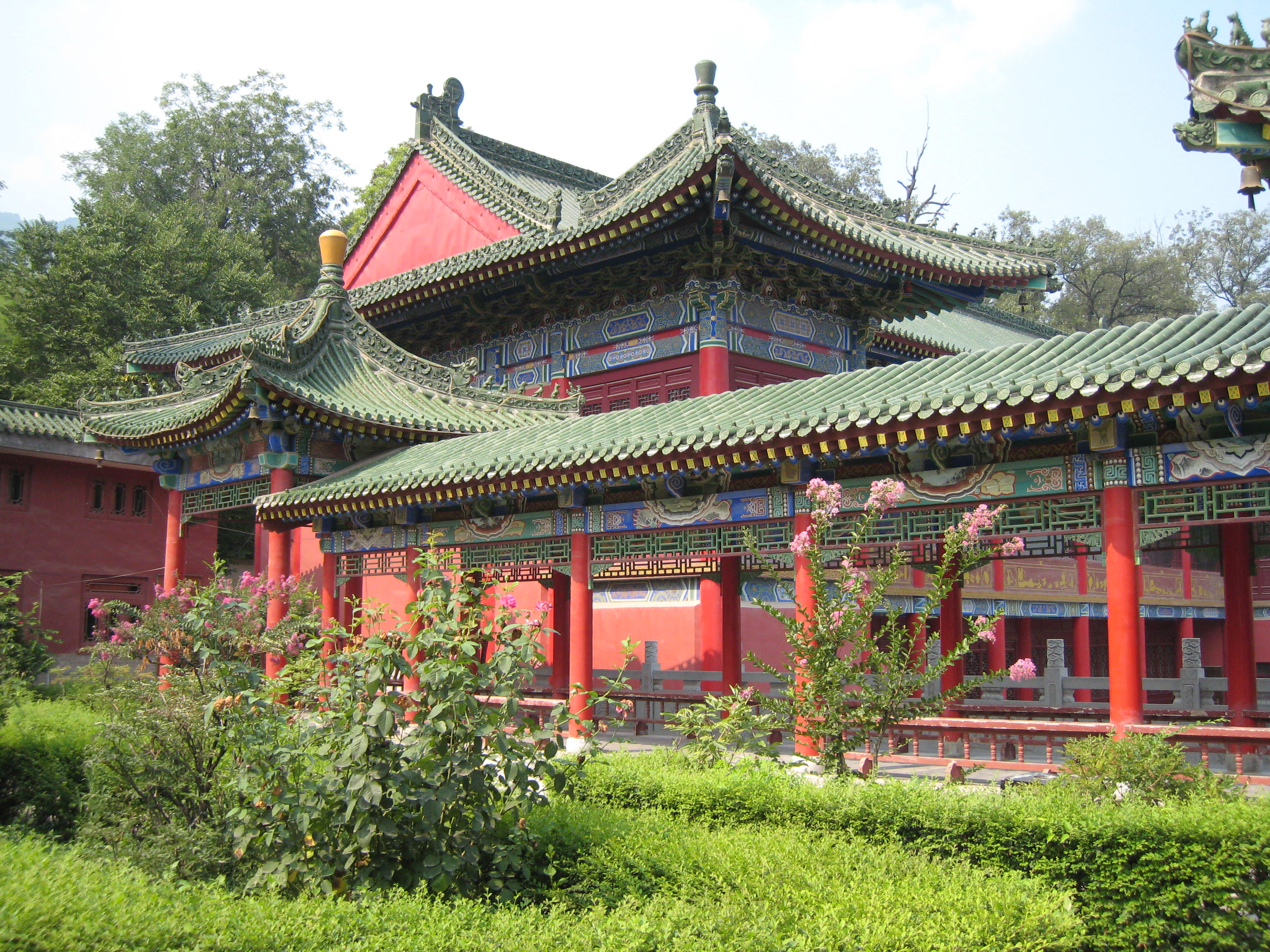
楼观台长廊
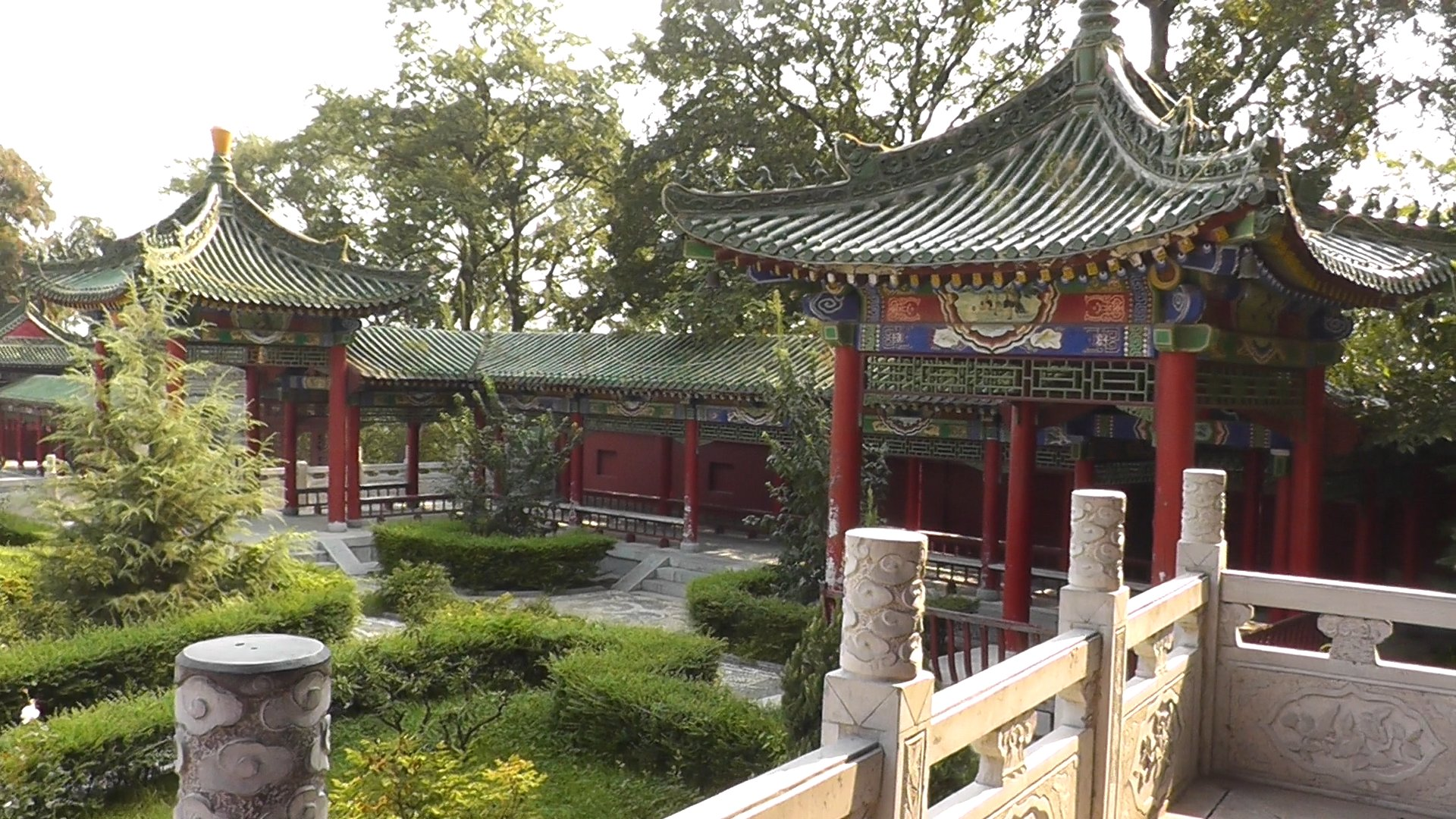
楼观台建筑
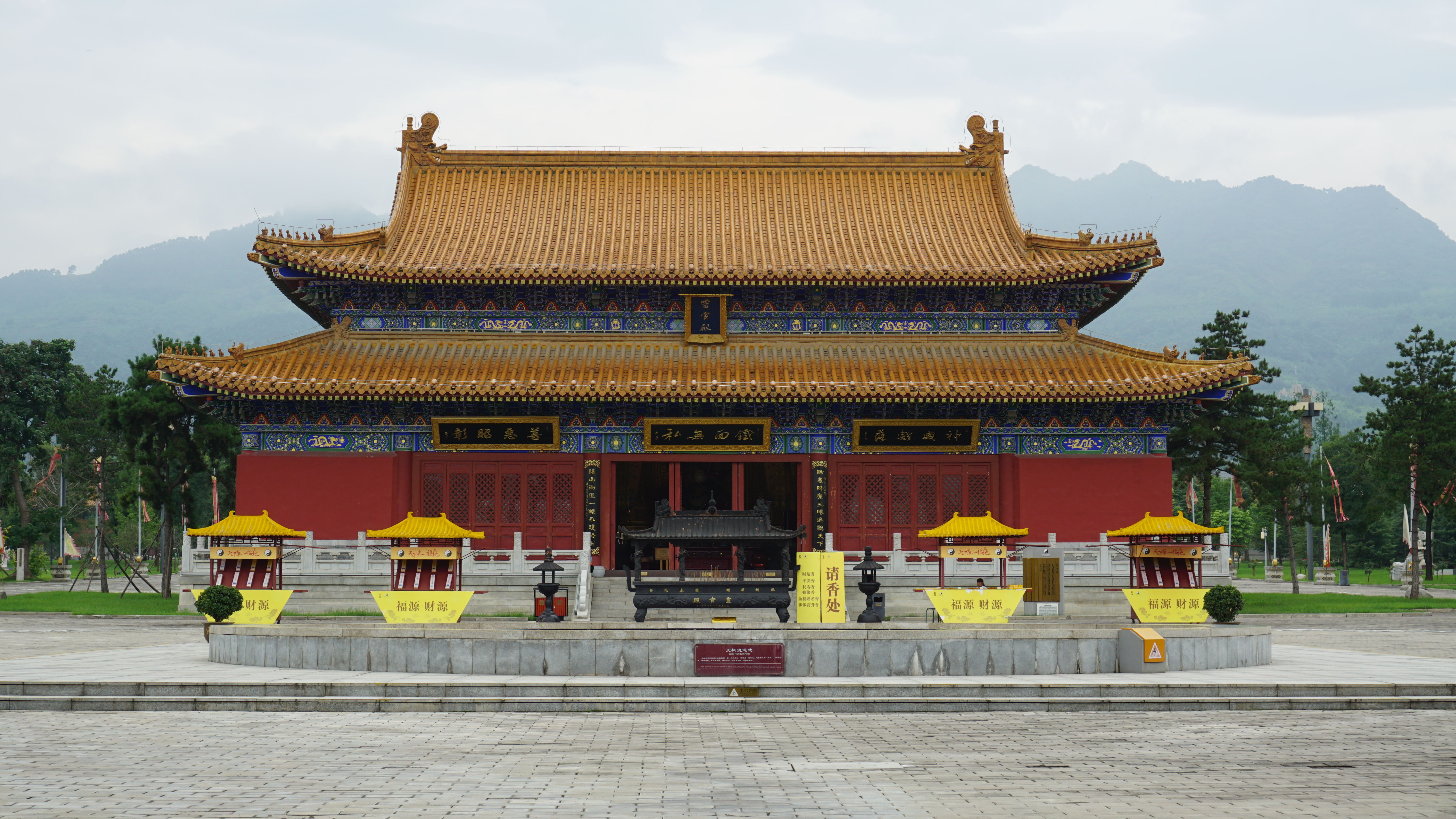
楼观台灵官殿
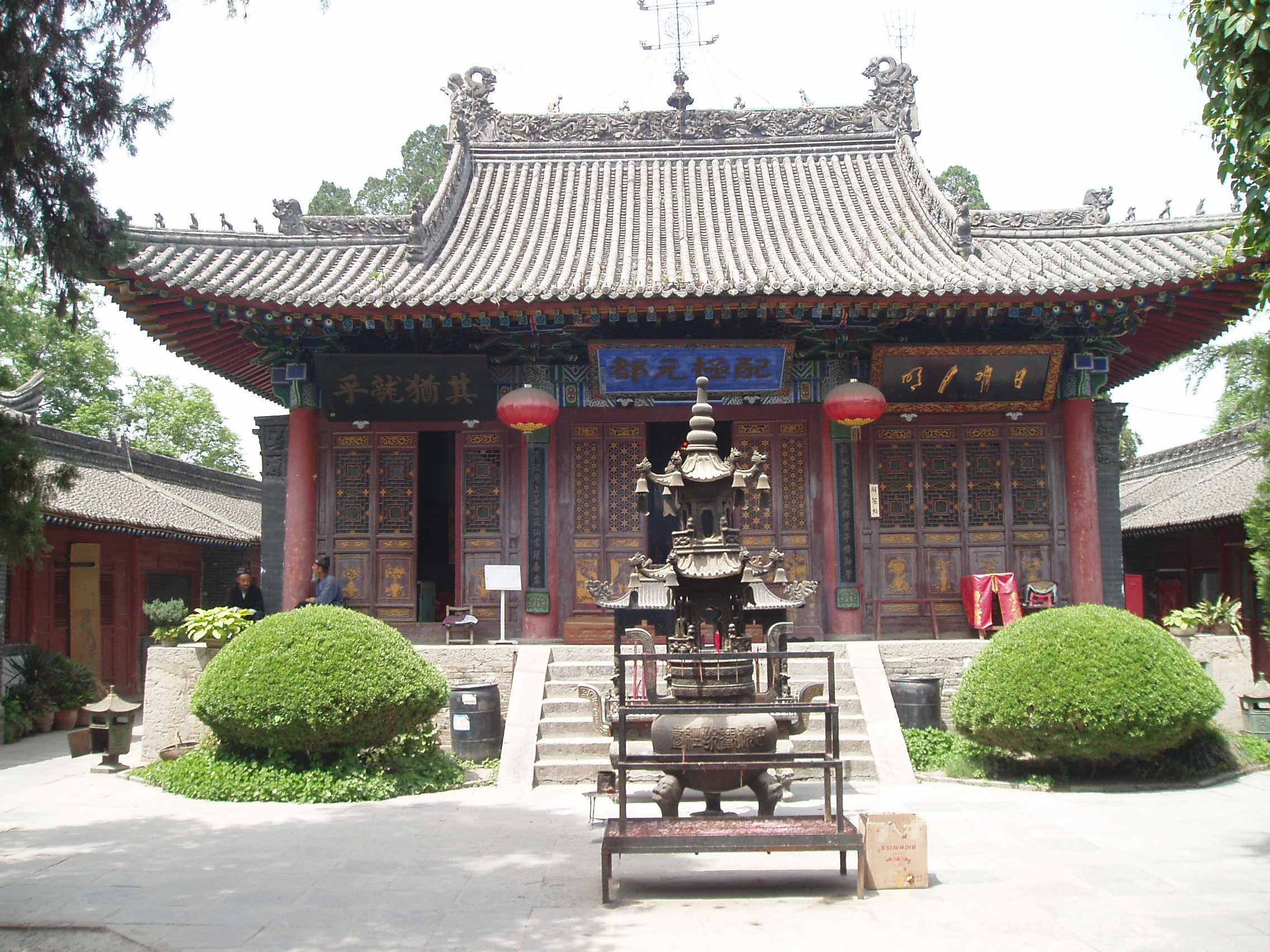
楼观台启玄殿
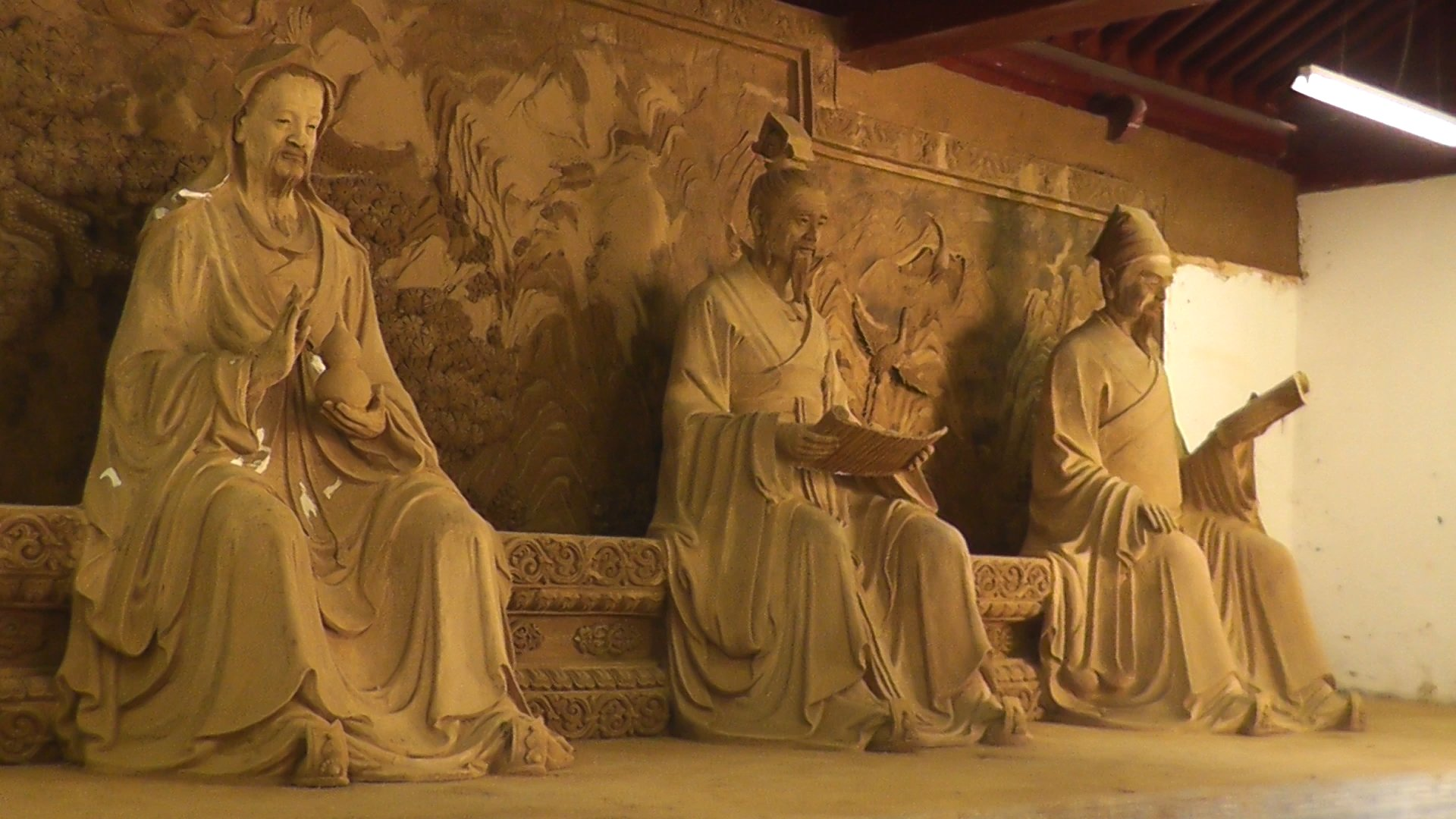
楼观台内部塑像